# Eristalinus megacephalus
Espèce
Eristalinus megacephalus est une espèce d'insectes diptères brachycères de la famille des Syrphidae, de la  sous-famille des Eristalinae.

## Synonymes
Selon Catalogue of Life (17 décembre 2014) :
- Eristalis fasciatus Germar, 1844 ;
- Eristalis fasciatus Meigen, 1835 ;
- Eristalis laetus Wiedemann, 1830 ;
- Eristalis obscuritarsis Meijere, 1908 ;
- Eristalis pallinevris Macquart, 1842 ;
- Eristalis quinquefasciatus Schiner, 1849 ;
- Eristalis quinquevittatus Macquart, 1849 ;
- Eristalis ridens Walker, 1849 ;
- Lathyrophthalmus ishigakiensis Shiraki, 1968.

## Distribution
L'aire de répartition d'Eristalinus megacephalus comprend certains pays d'Afrique (dont le Kenya, le Maroc, le Bénin, l'Afrique du Sud), d'Europe du Sud (dont la France et l'Espagne) et d'Asie (Chine, Inde, Malaisie,...). En France, on la trouve dans la région méditerranéenne. 